# Anilius scytale
Aniliidae là một họ rắn chỉ gồm một chi Anilius đơn loài A. scytale. Loài này có ở Nam Mỹ. Nó là loài đẻ trứng thai. Chế độ ăn uống của nó bao gồm chủ yếu là động vật lưỡng cư và bò sát. Hiện nay, hai phân loài được công nhận, bao gồm cả hình thức điển hình mô tả ở đây.

## Phạm vi địa lý
Chúng được tìm thấy ở vùng nhiệt đới bắc Nam Mỹ từ Venezuela, Guyana, Suriname và French Guiana đến Lưu vực Amazon ở Colombia, Ecuador, Peru, và Brazil..

## Phân loài
| Phân loài        | Tác giả          | Tên thông thường | Phạm vi địa lý |
| ---------------- | ---------------- | ---------------- | -------------- |
| A. s. phelpsorum | Roze, 1958       |                  |                |
| A. s. scytale    | (Linnaeus, 1758) |                  |                |

## Phân loại
Phân loại hiện đại giới hạn họ Aniliidae ở Nam Mỹ với loài duy nhất Anilius scytale, trước đây gồm cả chi Cylindrophis ở châu Á nay được nâng thành họ riêng, Cylindrophiidae. Họ hàng gần nhất của Aniliidae là Trophidophiidae cận nhiệt đới.